# 相可フードネット
株式会社相可フードネット（おうかフードネット）は、三重県多気郡多気町で惣菜と弁当の店せんぱいの店を営む企業。三重県立相可高等学校の卒業生の雇用の受け皿として設立され、同校出身者が中心に運営している。店名にある「せんぱい」は相可高校在校生に対比したものである。
多気町の住民組織「まちづくり仕掛け人塾」の提案により設立され、地元企業、多気町、三重大学などの応援に支えられている。

## 概要
相可高校と多気町役場農林商工科の協力により設立された企業で、社長は相可高校卒業生の小西蔀（こにし しとみ）。社員には相可高校卒業生で、高校生が運営するレストラン「まごの店」の初代メンバーが2名いる。20歳代の若い従業員はすべて相可高校の卒業生で、50歳代・60歳代の従業員が20歳代を支えている。
相可フードネットは、地元の人的ネットワークを駆使して設立され、三重県の助成と銀行からの借り入れで設備投資を賄った。会社設立時からの社員である相可高校食物調理科卒業生の2人は友人同士で、それぞれ日本料理店、フランス料理店での勤務経験を持ち、それぞれ和食と洋食を担当する。
相可高校の食物調理科の卒業生は女性が多く、結婚して子育て世代になった時に安心して働ける職場としての位置付けもある。また、若い調理スタッフには出せない「おふくろの味」を高齢のスタッフが提供している。

## 地域とのつながり
安心・安全な惣菜の提供を心がけ、多気町の農業生産団体「アグリメイツ」から食材を仕入れている。アグリメイツからの食材供給は1割から2割程度であり、残りは三重県産にこだわっている。将来的には、すべての食材を地元産でまかなうことが目標である。
まごの店とは緊密な関係を持っており、まごの店にマスコミが来た時にせんぱいの店を紹介してもらったり、新商品の開発にまごの店のレシピを活用するなどしている。
惣菜だけでなく、相可高校生産経済科の生徒が開発した化粧品・「まごころteaハンドジェル」（まごジェル）の販売も手掛ける。まごジェルは、地元産伊勢茶と柿の葉のエキスを配合したミカンの香りのするジェルで、多気町職員の岸川政之の発案で開発が始まった。相可フードネットは開発費用として100万円を出資したほか、在庫管理や苦情への対応などを担当している。

## 沿革
多気町は昔から農業を中心にした町で、多気発祥の伊勢いも、県内一の生産量の次郎柿を始め、シイタケ、ミカン、伊勢茶、松阪牛といった農産物と櫛田川や宮川でアユの漁獲があり、豊かな食材の産地となっている。また、多気町の地名も「多くの食物ができる土地」という意味の古語「多木」（たき）に由来する説がある。こうした背景を元に、住民組織「多気町有機農業研究会」が発足し、三重県立相可高等学校の生徒が五桂池ふるさと村内に地元食材を使ったレストラン「まごの店」を開き、高校と地域の結び付きができていった。
2007年（平成19年）4月、まごの店の開店に尽力した多気町役場職員の岸川政之が、多気町まちづくり仕掛人塾を立ち上げる。同塾は委員がプロジェクトを提案し、出席者の過半数が賛同したプロジェクトを実行するという仕組みを取っており、同年に多気クリスタルタウンの「環境保全ゾーン」の活用整備を任された。この中で地産地消型の店舗の設置案が浮上し、多気クリスタルタウンショッピングセンターに出店しているマックスバリュ多気店がテナントの受け入れに積極的に関わったことで、せんぱいの店設立が現実のものとなった。
2008年（平成20年）8月20日、せんぱいの店の開店を前に相可フードネットを設立する。三重県には同じ業態の店舗がなかったため、大阪府の店舗で研修を行い、同年9月18日にせんぱいの店第1号を多気クリスタルタウンショッピングセンター内に出店した。同店は相可高校の卒業生3人を中心に10人で運営を始めた。開店初日には約30品を提供、多忙のために当初予定していただし巻き卵が作れないほどであった。
開店からしばらくは手探りでの経営が続いたが、次第に年齢層が高めであることや、鶏の唐揚げが人気であることが明らかになった。ビジネスとして成立させるための利益追求と、設立当初の目的である地域活性化との両立が模索されている。2009年（平成21年）10月にサービス生産性協議会が選定する「ハイ・サービス日本300選」の第7回選定においてまごの店と共に選ばれた。
2010年（平成22年）10月には、相可高校生産経済科の生徒6人が地元の製薬会社である万協製薬と共同開発した化粧品「まごころteaハンドジェル」（まごジェル）の販売元を引き受けることになった。収益の大半は相可高校に寄付し、生徒の活動資金として使われている。
2011年（平成23年）3月には、経済産業省の『ソーシャルビジネス・ケースブック』に相可フードネットを中心とした地域連携の取り組みが紹介された。同書は日本全国で地域活性化に結び付いているソーシャルビジネスの121事例を取り上げたものである。

## 店舗
5店舗が運営中である。
- マックスバリュ多気店（1号店） - 三重県多気郡多気町仁田750 多気クリスタルタウンショッピングセンター内

店舗面積は66m2。グラム単位で販売している。調理場はガラス張りにして、客に調理の様子が見えるようにしている。
- 五桂池ふるさと村店（2号店） - 三重県多気郡多気町五桂936 五桂池ふるさと村内

2010年4月14日開店。
- 松阪せんぱいの店 駅前食堂（3号店）[20] - 三重県松阪市日野町742-1 駅前通り商店街内

2013年8月30日開店。店内での飲食が可能。
- 伊勢うらのはしコア店（4号店） - 三重県伊勢市常磐2丁目1-11 うらのはしコア内

2014年4月10日開店。
- 松阪本町店（5号店） - 三重県松阪市本町2166-1 よいほモール商店街内

2014年4月21日開店。